# Paskalahti (sjö, lat 60,38, long 21,85)
Paskalahti är en sjö i Finland. Den ligger i Nådendals stad i landskapet Egentliga Finland, i den sydvästra delen av landet, 170 km väster om huvudstaden Helsingfors. Paskalahti ligger 12 meter över havet. Arean är 7,1 hektar och strandlinjen är 1,6 kilometer lång. Sjön  ingår i Norra Skärgårdshavets avrinningsområde.   Den ligger på ön Rimito.